# Manuel Morales
Manuel Morales (Lima, ¿1810?-?) fue un abogado, magistrado, diplomático y político peruano. Ministro de Estado en los despachos de Gobierno (1858-1859; 1860-1862; y 1872); Relaciones Exteriores (1859 y 1878); y Justicia e Instrucción (1877-1878). Fue también fiscal y vocal de la Corte Suprema.

## Biografía
Nació hacia 1810. Estudió en el Convictorio de San Carlos, donde llegó a ser maestro. En 1834 se graduó de bachiller en Sagrados Cánones. Hacia 1841 se incorporó a la administración pública, siendo sucesivamente oficial primero del Ministerio de Instrucción Pública, Beneficencia y Negocios Eclesiásticos; oficial primero del Ministerio de Justicia, Policía y Obras Públicas (1843) y oficial primero del Ministerio de Relaciones Exteriores, Justicia y Negocios Eclesiásticos (1852). Se sabe también que en 1856 era vocal interino de la Corte Superior de Lima.
El 13 de julio de 1858, durante el segundo gobierno del mariscal Ramón Castilla, fue designado ministro de Gobierno, Culto y Obras Públicas. Al estar ausente el ministro de Guerra y Marina Miguel de San Román (que a la vez era Presidente del Consejo de Ministros), se encargó de dicho portafolio de manera interina. También se encargó del Ministerio de Relaciones Exteriores, de enero a marzo de 1859, y del despacho de Justicia, en abril del mismo año. 
El 28 de septiembre de 1859 fue requerido para servir en la campaña de Ecuador, quedando entonces el Ministerio de Gobierno a cargo del canciller Miguel del Carpio y Melgar. El 18 de noviembre de 1859 fue nombrado ministro plenipotenciario para tratar todas las cuestiones pendientes con el Ecuador. El 29 de marzo de 1860, se reincorporó al despacho de Gobierno, Policía y Obras Públicas, permaneciendo como ministro hasta el fin del gobierno de Castilla, el 24 de octubre de 1862.
El 5 de octubre de 1864 el Congreso de la República lo nombró fiscal interino de la Corte Suprema del Perú, al hallarse el fiscal titular José Gregorio Paz Soldán como ministro plenipotenciario en el Congreso Americano. El 20 de febrero de 1866 fue nombrado vocal de la Corte Suprema. En 1869 se desempeñaba como fiscal de la Corte Superior de Lima.
Durante el breve gobierno de Mariano Herencia Zevallos (sucesor de José Balta), fue ministro de Gobierno, de 27 de julio a 2 de agosto de 1872.
Durante el segundo gobierno de Mariano Ignacio Prado fue ministro de Justicia, Instrucción y Culto (de junio de 1877 a junio de 1878) y ministro accidental de Relaciones Exteriores (marzo de 1878).
El 17 de septiembre de 1878 fue nombrado vocal interino de la Corte Suprema.